# کلیشه‌ای
یک حالت کلیشه‌ای (به انگلیسی: Stereotypy) یک حرکت، وضعیت یا بیان تکراری یا تشریفات است. کلیشه‌ها ممکن است حرکت ساده‌ای مانند تکان دادن بدن یا پیچیده مانند خودنوازشگری، روی هم زدن و بازکردن پاها و راهپیمایی در محل باشند. آنها به‌ویژه در افراد مبتلا به اختلال‌های طیف اوتیسم و کودکان کم‌بینا یافت می‌شوند، و همچنین در ناتوانی‌های ذهنی، دیسکینزی دیررس و اختلال حرکتی کلیشه‌ای یافت می‌شوند، اما ممکن است در افراد عصبی نیز دیده شوند. مطالعات کلیشه‌های مرتبط با برخی از انواع اسکیزوفرنی را نشان داده‌اند. زوال عقل پیشانی-گیجگاهی نیز یکی از علل شایع عصبی رفتارهای تکراری و کلیشه‌ای است. چندین متعددی برای کلیشه فرض شده‌است و چندین گزینه درمانی در دسترس است.
گاهی کلیشه را تحریک در اوتیسم می‌نامند، با این فرضیه که یک یا چند حواس را خود تحریک می‌کند.
در بین افراد مبتلا به تغییر شکل لوب پیشانی-گیجگاهی، بیش از نیمی (۶۰٪) دارای کلیشه بودند. زمان آغاز رفتار کلیشه‌ای در افراد مبتلا به دژنراسیون لوبار فرونتومپورال ممکن است چندین سال (میانگین ۲٫۱ سال) باشد.